# Алано
Испанский алано (исп. alano español), — испанская порода собак из группы молоссов.
Алано является одной из древнейших пород молосских собак. Свое происхождение они ведут от собак, появившихся на Пиренейском полуострове в начале V века нашей эры. Они были завезены туда во время вторжения на полуостров племён сарматов. По названию одного из племён порода и получила своё название.
Другие названия породы — испанский бульдог, алано эспаньол.

## История породы
Порода была сформирована для охраны скота и имущества, кроме того, эти собаки могли применяться в качестве охотничьих.
Формирование современного облика породы началось в XV веке, когда эти собаки обрели популярность в качестве военных служебных собак, применяющихся в боях. Также известно, что собаки этого типа сопровождали экспедиции испанских конкистадоров.
С XVII века алано начинают использоваться в корриде в качестве травильных собак из-за их мощной хватки и умения управляться со скотом.
На протяжении всей истории породы алано постоянно использовались в качестве травильных охотничьих собак.
При такой разнообразной функциональности за пределами своей родины Испании алано долгое время оставались неизвестными. До конца девятнадцатого века численность породы внутри страны оставалась стабильной, но с введением запрета на травлю быков в корриде и занятия травильной охотой численность популяции начала заметно падать в силу падения спроса на этих собак.
Внимание собаководов вернулось к этой породе только в 80-е годы XX века, когда несколько энтузиастов решили заняться восстановлением поголовья этих крайне малочисленных на тот момент собак. В основу их работы были положены крови собак из нескольких испанских областей — Эстремадуре, Кастилии, долины Энкартасьонес. Из-за географической изоляции этих регионов собаки, живущие в них, смогли сохранить наиболее чистыми природный фенотип и генотип, максимально схожий с их предками.
На данный момент алано находятся в стадии признания в нескольких кинологических федерациях, в том числе FCI. Предварительный стандарт современного типажа породы был разработан испанскими кинологами в 1997 году.
В России собаки этой породы впервые появились в 2015 году.

## Внешний вид
Алано является крупной собакой из группы молоссов. Имеет более лёгкое сложение, чем большинство представителей этой группы. Высота в холке кобелей — 58—63 см, сук — 55—60 см. Вес кобелей — 30—40 кг, сук — 25—35 кг.
Голова крупная, квадратного формата, череп широкий, с выраженным затылочным бугром. Переход от лба к морде сильно выражен, образует почти прямой угол. Морда широкая, с большим носом. Мочка носа и губы обязательно должны быть чёрного цвета. Брыли хорошо выражены. Прикус клещеобразный, но перекус не сильно выражен.
Глаза круглые, небольшие, широко расставлены. Цвет глаз может быть любого оттенка коричневого, веки обязательно чёрные. Допустима небольшая обвислость века.
Уши выраженной треугольной формы, высоко поставлены, на хрящах полуобвислые. Могут быть как купированы под острым углом, так и оставлены в естественном состоянии.
Шея средней длины, крепкая, с выраженной мускулатурой. На шее заметно выражена складчатость кожи. Холка хорошо выражена, но имеет плавный переход к телу.
Тело имеет слегка удлинённый формат. Спина прямая, крепкая. Круп слегка приподнят, у некоторых собак может находиться выше уровня холки.
Грудь объёмная, слегка бочкообразная. Живот сухой, хорошо подтянутый. Собака этой породы не должна производить впечатление коренастой или массивной.
Хвост высоко поставлен, имеет саблевидную форму с утолщением у основания. Может быть как купирован на две трети длины, так и оставлен.
Конечности прямые, параллельно поставленные. Локти плотно прижаты к корпусу. Все суставы заметно выражены. Лапы овальной формы, тяжёлые, пальцы плотно собраны. Подушечки пальцев и когти всегда чёрного цвета.
Шерсть плотная, короткая, жестковатая, плотно прилегающая к телу. Подшерстка нет, присутствует только ость.
Окрасы могут быть всех оттенков рыжего и палевого, также допустимы чёрный и тигровый окрас. На груди, животе и лапах допустимо наличие белых отметин.
На морде при любом окрасе может присутствовать чёрная маска разной степени выраженности.

## Характер
Современные собаки этой породы имеют стабильный, уравновешенный темперамент. Не склонны к гиперактивности, мало играют. При этом они сохранили хорошие охранные качества, свойственные их предкам. В принятии решений собака обладает высокой самостоятельностью и независимостью, что приводит к тому, что в период обучения алано склонны проявлять упрямство.
Алано склонны проявлять доминантные черты характера, что требует ранней социализации щенков и раннего начала обучения.При этом к членам семьи эти собаки достаточно ласковы и контактны. К посторонним проявляют недоверчивость вплоть до проявления агрессии.
С другими животными уживаются без проблем, не проявляют охотничьих инстинктов. К детям терпеливы, подходят для содержания в семьях с маленькими детьми (при условии наличия своевременной социализации).
Для неопытных собаководов не рекомендуется приобретать щенка алано в качестве первой собаки.

## Содержание и уход
Собаки этой породы требуют больших физических нагрузок и длительного выгула. Они выносливы, хорошо переносят регулярные прыжки и подъемы по лестницам (в отличие от многих других молоссов).
Шерсть короткая, не требующая особенного ухода. Достаточно просто время от времени прочёсывать её короткой щеткой для устранения вылинивающего волоса.
Так как у этих собак нет подшёрстка, в холодное время года их необходимо выводить на улицу в специальной одежде для собак.
В помещении выделенное для собаки место должно быть расположено в тепле, без сквозняков. Для вольерного содержания в условиях средней полосы эти собаки не пригодны.
Обладают крепкой иммунной системой и хорошей свертываемостью крови. К врождённым недостаткам породы можно отнести склонность к дисплазии суставов.
Для своей породной группы алано являются долгоживущими собаками. Средний возраст их жизни составляет 12-13 лет, известны единичные случаи, когда эти собаки доживали до возраста 16 лет.